# Hinrich John
Hinrich John   (Kiel, 11 de maig de 1936) és un atleta alemany, ja retirat, especialista en curses amb tanques, que va competir durant la dècada de 1960.
Va disputar els Jocs Olímpics d'Estiu de 1964 i 1968, sent eliminat en ambdós casos en semifinals de la cursa dels 110 metres tanques del programa d'atletisme.
En el seu palmarès destaquen una medalla de plata en els 110 metres tanques del Campionat d'Europa d'atletisme de 1966, en finalitzar rere Eddy Ottoz; una de bronze al Campionat d'Europa en pista coberta de 1966 i els campionats mundials militars de 1960 i 1965.
A nivell nacional guanyà el campionat de 110 metres tanques d'Alemanya Occidental de 1964 a 1968 i el campionat de 200 metres tanques de 1966.

## Millors marques
- 110 metres tanques. 13.87" (1968)[5][1]